# Aniba
Aniba är ett släkte av lagerväxter. Aniba ingår i familjen lagerväxter.

## Dottertaxa tillAniba, i alfabetisk ordning[1]
- Aniba affinis
- Aniba bracteata
- Aniba burchellii
- Aniba canelilla
- Aniba cinnamomiflora
- Aniba citrifolia
- Aniba coto
- Aniba cylindriflora
- Aniba desertorum
- Aniba excelsa
- Aniba ferrea
- Aniba ferruginea
- Aniba firmula
- Aniba guianensis
- Aniba heringeri
- Aniba heterotepala
- Aniba hostmanniana
- Aniba hypoglauca
- Aniba intermedia
- Aniba jenmanii
- Aniba kappleri
- Aniba lancifolia
- Aniba megaphylla
- Aniba muca
- Aniba novo-granatensis
- Aniba panurensis
- Aniba parviflora
- Aniba pedicellata
- Aniba percoriacea
- Aniba permollis
- Aniba perutilis
- Aniba pilosa
- Aniba puchury-minor
- Aniba ramageana
- Aniba riparia
- Aniba robusta
- Aniba rosaeodora
- Aniba santalodora
- Aniba taubertiana
- Aniba terminalis
- Aniba vaupesiana
- Aniba venezuelana
- Aniba williamsii
- Aniba vulcanicola